# Carrizo (Piura)
Carrizo es un caserío peruano ubicado en el distrito de Tambogrande, perteneciente a la provincia y departamento de Piura, al norte del Perú. 

## Ubicación
Carrizo se ubica al noreste de la provincia de Piura, en el distrito de Tambogrande, en el departamento de Piura.

## Demografía
En 2017 Carrizo tenía una población de 97 habitantes.
| Gráfica de evolución demográfica de Carrizo entre 1993 y 2017 |
|                                                               |
| Fuentes: Población 1993 y 2017                                |